# Balseros
Pour plus de détails, voir Fiche technique et Distribution.
Balseros est un film documentaire espagnol réalisé par Carles Bosch et Josep Maria Domènech et sorti en 2002.

## Synopsis
Août 1994. Le régime cubain ne pouvant plus s'appuyer sur l'aide de l'Union soviétique, dissoute en 1991, la situation économique de l'île se dégrade de façon dramatique. Fidel Castro se voit contraint d'accepter la demande d'émigration de dizaines de milliers de ses compatriotes. Ceux-ci traversent la mer dans de fragiles embarcations improvisées dans l'espoir d'accoster en Floride. Le film raconte l'odyssée de sept d'entre eux.

## Fiche technique
- Titre du film : Balseros
- Réalisation : Carles Bosch, Josep Maria Domènech
- Scénario : Carles Bosch, David Trueba
- Production : Loris Omedes pour Bausan Films et Televisió de Catalunya
- Photographie : Josep Maria Domènech - Couleur
- Musique : Lucrecia
- Pays d'origine :  Espagne
- Durée : 120 minutes
- Sortie : 12 avril 2002 en Espagne

## Interprètes (dans leurs propres rôles)
- Guillermo Armas
- Maria Celeste Arraras
- Rafael Cano
- Miriam Hernández
- Mericys González
- Misclaida González
- Óscar del Valle

## Récompenses et distinctions
- Prix du Jury au Festival International du nouveau cinéma latino-américain de La Havane 2002
- Prix du Public aux Rencontres internationales du cinéma à Paris en 2002
- Prix du Public du Festival de Miami 2003

## Commentaire
Balseros (l'équivalent de boat people en langue espagnole) est plus qu'un documentaire, c'est « un film universel sur les rêves brisés, l'immigration, l'exil. C'est le regard d'un journaliste espagnol, grand reporter catalan, Carles Bosch, sur sept destins d'hommes et de femmes qui ont quitté leur famille et risqué leur vie pour trouver le bien-être matériel introuvable sous le régime castriste », écrit Julie Rémy.
À l'origine du film, un reportage d'une demi-heure pour l'émission 30 minutes - un magazine télévisuel proche d' Envoyé spécial en Catalogne - sur la crise des boat people à Cuba. Puis, cinq ans plus tard, une nouvelle enquête pour connaître le sort des sept protagonistes filmés lors de leur départ à La Havane. Au total, un documentaire de deux heures largement récompensé sur la scène internationale. 
Durant les premières trente minutes, Balseros est strictement journalistique : « il cherche l'information et des protagonistes, qu'il interviewe en pleine fabrication des barques. Dans chaque photogramme, on sent le désespoir d'un peuple soudain appauvri. » Tout en construisant leurs embarcations rudimentaires, ces Havanais confient, face à la caméra, ce qu'ils espèrent trouver « de l'autre côté des requins », c'est-à-dire en Floride.
« Le grand mérite de Carles Bosch et de son cameraman, Josep Maria Domènech, fut de revenir au paradis supposé, parce que ce qu'ils allaient y chercher n'était plus l'information de première page, mais l'arrière-plan social d'un processus migratoire. D'une certaine manière, ils cessèrent de faire du journalisme pour faire du cinéma », note Antxon Salvador. L'enquête réalisée aux États-Unis fut aussi un rude constat pour les autorités américaines. « Journées de travail de douze heures, problèmes du déracinement, drogue et nostalgie ruinèrent l'espoir des survivants cubains », constate Antxon Salvador qui conclut ensuite : « Chaque côté vit la poutre dans l'œil du voisin et la réalité déploya toutes ses nuances. »
Effectivement, Balseros tint l'affiche en Espagne trois mois durant, obtint des récompenses autant à La Havane qu'à Miami. Carles Bosch déclare, à propos de son travail : « Les personnages que j'ai filmés pendant sept ans sont heureux que le film passe à Cuba parce qu'ils ont appris à quel point le rêve américain est difficile et ils veulent que les gens le sachent à Cuba. » « On a essayé dans le film de ne pas donner notre opinion politique », affirment les réalisateurs. Simplement, « Bosch, Trueba et Domènech ont réussi à mesurer la distance qui sépare les rêves et la réalité », juge A. Salvador.